# Imram Chełmski
 Imram z Chełmu Chełmski  herbu Ostoja (zm. przed 1431 r.) – dziedzic Chełmu (dziś część Krakowa) właściciel Kantorowic i części w Kaczkowicach.

## Życiorys
Imram Chełmski był synem Hanka z Chełmu i Katarzyny. Miał kilkoro rodzeństwa: Grzegorzanę, Annę, Piotra, Jana, Hinka, Mikołaja i Jakuba.  W roku 1400 Imram wraz z bratem Piotrem, przyrzekli matce Katarzynie, że będą zabezpieczać swoje długi tylko na tych częściach dóbr, które do nich należą a nie na częściach ich czterech młodszych braci. Cztery lata później Imram wraz z braćmi – Piotrem, Janem i Hankiem sprzedali wieś Kantorowice za 400 grzywien groszy praskich klasztorowi mogilskiemu. W tym samym roku, na mocy zawartej ugody z braćmi Piotrem, Hankiem i Janem przekazał w dożywocie swej matce Katarzynie swoją część we wsi Chełm, a w zamian uzyskał od niej część w Kaczkowicach. Imram Chełmski w roku 1431 już nie żył, kiedy jego bracia – Piotr, Hanek i Mikołaj ustąpili spadłą po nim część w Chełmie (zw. Imramowską) bratu Janowi.